# فكرت أوطيام
فكرت أوطيام (بالتركية: Fikret Otyam)‏ (ولد 19 ديسمبر 1926 آق سراي - 9 اغسطس 2015)، هو كاتب وصحفى ورسام تركي. تخرج من قسم الرسم في أكاديمية الدولة للفنون الجميلة. وهناك أصبح تلميذا للرسام المشهور بدرى رحمى أيوب أوغلو. وبدأ العمل الصحفى في جريدة آخر ساعة بعام 1950.
ثم عمل في بجريدة جمهوريت وعمل ككاتب مقال. 
عُرف بالتقارير الصحفية التي كتبها وخاصة المتعلقة بالأناضول والشرق الجنوبى للأناضول.
وجمع هذه التقارير في العديد من الكتب.
حالياً اوطيام يواصل الكتابة كل أسبوع بجريدة (آيدينليق).
ومن بعد تقاعده وضع كل تركيزه بالرسم.
يقيم بقرية جايبكارى التي تبعد عن مركز أنطاليا ب 26 كم. 
وواصل الفنان حياته في أنطاليا.
وهو من الأعضاء المؤسسين لمؤسسة «البحر الأبيض» للصحافة ومؤسسة «آلتن برتقال» /(البرتقالة الذهبية) للثقافة والفن. 
فكرت أوطيام هو شقيق «نديم وصفى أوتيام»: مؤلف وملحن موسيقى ورئيس الجوقة الموسيقية. 
تزوج الفنانة فيليز أوطيام وهي من فنانينا (الفنانين الاتراك)المهتمين بالنسيج والصور الفوتوغرافية.
تنشر حاليا الكتابات الاسبوعية لأوطيام في جريدة «آيدينليق».

## أعماله

### كتبه
- هذه البلاد !! منشورات مصاحبة
- متجولا. منشورات مصاحبة
- أطع بابو. منشورات مصاحبة
- مرحبا بالصديق
- قبل أربعون عاما وبعد أربعون عاما
- الأناضول عشقى الأسود
- الألغام زهرة لاتتفتح
- حول أراضى الملغمة
- الأثواب الملطخة بالدماء
- اسمه اليمن
- حول البطولة والحرب / القصيدة الشعبية الملحمية لحران
- صديق الروح
- ونزلت الغزلان الماء
- صديقى أورخان كمال ورسائله
- الأخ باولى
- لاتبك أمى ذلك هو غازى باشا
- عهد عصمت باشا
- سوق الروح
- أن تكون سعيدا
- ياسمنداغ

### معارض الصور
- سلسلة متجولا (1974:1964)
- إذا كان هناك من يسأل عنا 1979
- العالم يجب ان يكون جميل 1983
- من عدسة أوطيام 1997
- معرض جماعى لفيليز أوطيام وإبراهيم دميرال

### معارض الرسم
- معارضه مع (مجموعة هم) 1953:1947
- مناظر البشرية من مملكتى / موطنى 1976
- مناظر البشرية 1978
- معارضه المشتركة مع فيليز اوتيام للرسم والنسج داخل الوطن وخارجه 1997:1987

## الجوائز
- وثيقة الشرف الإعلامية لجمعية الصحفيين 1962
- وثيقة شرف إعلامية للعشرة أعوام 1980:1990
- لوحة شرف للجمعية الفكرية الاتاتوركية (الكمالى) 1995
- وثيقة الشرف لمعهد التصوير بأكاديمية الدولة للفنون الجميلة باسطنبول
- جائزة حاجي بكتاش ولي الثالثة للصداقة والسلام 1996
- لوحة شرف ل بير سلطان أبدال
- لوحة شرف لجمعية الفنون البلاستيكية العالمية بالمجلس الدولى التركى ALAP لمنظمة اليونسكو
- لوحة شرف لجامعة البحر الأبيض (آقدينيز)
- لوحة شرف للمباحثات في الفن والتعليم والثقافة بشانلى أورفه